# آلوینه
الواین (به آلمانی: Alwine) یک منطقه مسکونی در آلمان است که در براندنبورگ واقع شده‌است. الواین c نفر جمعیت دارد.